# Elin i Staxäng
Elin Andersdotter, känd som Elin i Staxäng, död i Kungälv 22 juni 1671, var en svensk kvinna som åtalades för häxeri under det stora oväsendet. Hon avrättades tillsammans med sin man Iver Rearsson i Staxäng. Paret utgör de mer kända av de personer som åtalades för häxeri under det stora oväsendets häxprocesser.

## Biografi
Elin Andersdotter i Staxäng var gift med skepparen och hemmansägaren Iver Reorsson i Staxäng i Bro socken i Stångenäs härad. 
I juni 1669 ägde en häxprocess rum i Marstrand efter anklagelsen mot Anna i Holta. Denna hanterades av vanliga domstolar. Myndigheterna fick till uppgift att undersöka trolldom i hela länet, vilket gjorde att anklagelser mot trolldom upptogs även på andra håll utanför Marstrand. Processen i Marstrand följdes av först rannsakningen mot Malin i Viken i Kungälv och sedan processen mot Malin på Herön i Mollösund, innan rannsakningen nådde Stångenäs. 

### Första rannsakningen
Processen öppnade på gården Hallind i Bro socken, dit flera vittnen från Bro hade instämts. Rannsakningen hölls på gården Hallen, senare Hallind, i Bro socken av Stångenäs härad den 27 augusti av häradshövdingen Gustaf Farther, i närvaro av befallningsmannen Gabriel Persson och en nämnd på 12 personer från Stångenäs och Sotenäs härader. 
Elin anklagades initialt av Per Henriksson, en anklagelse som öppnade processen mot henne. Strandsittaren (tulltjänstemannen) Per Henriksson i Lysekil uppgav att han år 1663 hade besökt Elin för att förhöra sig om Iver Reorsons jakt "Iver", som påstods vara konfiskerad. Jakten hade sjunkit utanför Marstrand och han misstänkte Elin för att ha sänkt den med trolldom. Elin sade åt honom att lämna hennes make ifred, annars skulle han drabbas av olyckor. På väg därifrån, då han kom till Vrångebäck vid Åbyfjorden, 3 kilometer från Staxäng, blåste en virvelvind honom från hästen ned i diket. Jakten hade sjunkit i havet, och han hade även förlorat en häst då han gick genom isen på Åbyfjorden.
Anna Olofsdotter, hustru till bonden och mjölnaren Halwards hustru i Holma i Berfendals socken, uppgav sig ha blivit förtrollad av Elin. Elin anlitade Halward för att mala hennes säd. När han gått för att göra detta, ska Elin ha "förgjort" Anna, som sedan blev sjuk i "svaghet, tungsinne, yrsel o dyl." Anna rådfrågade Iver i Staxäng, som sade: "Det var bloden i dig, som förändrade sig, då du blev vred. Men det bor en man i Foss socken. Han heter Jacob Klockare. Drag upp till honom, så bliver du nog bättre igen." Anna ska också ha blivit bättre. 
Elin nekade till anklagelserna. I enlighet med rättspraxis fick hon möjlighet att svära sig fri med tolvmansed, med sig själv som tolfte person. Hennes make samlade elva män, men när dessa kallades till domstolen förklarade de, att även om de inte hade kunskap om anklagelserna, kunde de inte svära henne fri på grund av hennes rykte. När hon misslyckades med att svära sig fri med elva karaktärsvittnen, dömdes hon att undergå vattenprovet. Hon misslyckades med provet, där hon "flöt och simmade på vattnet som en fågel".

### Andra rannsakningen
I augusti 1669 bildades en särskild Trolldomskommissionen, som fick ansvaret för häxprocesserna i Bohuslän och som inledde sitt arbete i  Kungälv den 20, på Orust den 22 och i Marstrand den 25 september. 
Förhandlingarna återupptogs i januari 1670. 
Denna gång framkom att mjölnarhustrun Anna Olofsdotter hade överraskat Elin med att ta hennes make mjölnaren Halvar "om halsen" eller omfamna honom; Anna hade då förbjudit maken att mala mjöl åt Elin, och det var efter det Anna blev sjuk. Både Anna själv och Iver menade att Anna blivit sjuk av vrede. Anna hade uppsökt Elin och bett om att få bli botad, men Elin hade nekat till att ha gett henne sjukdomen, men Iver hade istället gett henne rådet att uppsöka den nu avlidna Jakob i Klockare i Foss. 
Per Henriksson vidhöll sina anklagelser. 
En ny anklagelse lades fram. Elin hade ett gammalt rykte om trolldom. År 1659 ska en adelsdam på Åby säteri ha bett Elin att bryta hennes ofrivilliga förlovning med en ryttmästare. Denna adelsdam uppgavs vara Anna Fricks, dotter till Johan Fiergc, överste vid Thet Bahusiske Regiment" och ägare av Åby säteri i Tossene socken. Hennes far hade mot hennes vilja trolovat henne med en äldre förmögen och ansedd ryttmästare vid namn Ahlefeldt. Hennes tjänsteflicka, Elisabeth från Stångenäs, hade erbjudit sig att konsultera Elin för Annas räkning. Elin hade genom Elisabeth gett Fricks rådet att utföra magiska ritualer som skulle få fästmannen att fatta avsmak för henne och frivilligt bryta förlovningen, genom att sy in ett magiskt föremål, "Citronnan", i den kudde Ahlenfeldt skulle använda vid nästa besök. Per Skotte vittnade om att han gått med bud från Anna Fricks till Elin, och Per Eriksson Lifskytt att han tre gånger eskorterat Elin upp till Åby för att Anna Fricks skulle kunna konsultera henne. 
Ytterligare en ny anklagelse lades fram. Fiskaren Christen Hansson i Gravarne uppgav att hans hustru, Maren, en gång besökt Staxäng och köpt några sättingar mjöl. När hon kom hem med mjölet och placerade det i en tunna, förvandlades det till en svart hund.
Då Elin fortsatte att neka till anklagelserna trots utkomsten av häxprovet, underkastades hon tortyr med tumskruvar. Hon fortsatte neka. Hon erkände dock att hennes make på uppdrag av Anna Fricks hade anlitat en spåkvinna i Dalsland, och tillsammans med Elin besökt Ingri Glasmästars i Marstrand för Fricks räkning. Iver tillfrågades och nekade och sade att Fricks endast anlitat Ingri för koppning, inte för trolldom, men hennes uppgift gjorde att även han blev arresterad för medverkan i trolldom. 
Eftersom Elin erkänt att hon handlat på uppdrag på Fricks, ansågs detta vara en indikation på att hon var skyldig till den anklagelse som involverade Fricks, och rätten gav därför tillstånd till mer tortyr av bödeln. 
Efter denna tortyr medgav hon att hon på Fricks uppdrag varit i Marstrand och köpt saker av Ingri Glasmästers och Anna i Holte. Hon nekade dock att detta var föremål som hon hade använt för att utföra trolldom åt Fricks. Vid detta tillfälle vittnade Anna Fricks piga Elisabet Jönsdotter om att hon gått ärenden mellan Elin och Anna Fricks. Elin fortsatte dock neka till att hon utfört trolldom. Rätten gav därför order om tortyr för tredje gången, och gav också order om hårdare tortyr än förut. 
Under tortyren blev hon bakbunden med rep och hissades upp i taket. Hängande i handlederna förmanades hon av prästerna att bekänna. 
Hon vägrade och sade skämtsamt till bödeln att hissa ned henne "så ville hon ge honom en kyss":
Efter övervägande beslöt rätten, att Elin åter medelst tvång till bekännelse hållas måtte, varpå skarprättaren blev inkallad och förmantes göra det med något större allvar än förr var skett, som ock blev efterkommet, och händerna på Elin i handklovarna på ryggen fastlåsta, och sedan med ett streck däruti under taket i huset upphissad. Och medan hon så där hängde, av prästerna förmanad till bekännelse, men ville likväl ingenting mer tillstå, och jämrade sig intet stort därvid utan omsider bad bödeln släppa sig neder, så ville hon giva honom en köss därför.
När Elin trots detta vägrade erkänna, återfördes hon tills vidare till häktet. Elin tycks ha uppfattat sig som dömd på förhand. Redan innan hon blivit dömd, bad hon om att få föda sitt barn innan hon avrättades för "att det ej med henne uppbrännas måtte".
Vidare process sköts upp när det framkom att Elin var gravid.

### Tredje rannsakningen
I april 1670 sammanträdde Bohusläns andra trolldomskommissionen i Kungälv, där den resulterade i flera avrättningar av tidigare anklagade och dömda personer. Den följdes av några mindre fall på landsbygden, innan åtalet mot Elin och Iver återigen öppnade 25 september 1670 i Tega utanför Kungälv.
När förhöret började nekade både Elin och Iver och hotade domstolen att anmäla dem för falska anklagelser. Till slut erkände Elin sig skyldig till anklagelserna, enligt uppgift utan påtryckningar. Hon uppgav att hon hade lärt trolldom av Ingri Glasmästars i Marstrand när hon gått med bud från Anna Fricks; att hon försvurit sig till Satan, fått en tjänsteande i form av en "grå gosse", besökt Blåkulla varje skärstorsdag ridande på ett brödträ medan hon lämnat ett vedträ i sängen så maken inte skulle upptäcka henne bortovaro, och att Satan besökte henne och hade samlag med henne. 
Hon nekade först till att hennes make var inblandad. Efter påtryckningar ändrade hon dock sin berättelse för att inkluderade även honom i brottet. 
I sin bekännelse förklarade hon att hon hade fått en äppelbit av Ingri Glasmästers eller Ingri Glasboran, som hon ätit i Djävulens namn under tre torsdagskvällar. Därefter hade Djävulen dykt upp och skrivit in hennes namn i sin bok med blodet från hennes vänstra lillfinger. 
Efter detta hade hon och hennes make tillsammans ridit på ett "brödträ" till möte med Satan. Ingri Glasboran var död, men hennes dotter Ingebor, Kjell Arnessons hustru, hade beskyllts för häxeri av "Glanan" (Ragnille Jens Swenses). 
Som medbrottslingar angav hon Karin Klockars och Malin Nils Fredrikssons hustru i Marstrand, sitt syskonbarn Karin Joens i Uddevalla, "Rangela sunnan för bron", av satan kallad »Stoltenbrock», Ingri Jon Håkanssons, av satan nämnd Ingri Jungfru; slutligen Karin Olufs på Gullholmen och en kvinna på Råön, vars namn hon inte visste. Hon erkände också att hon fått flera barn med Satan. 
När Iver Rearsson i Staxäng förhördes blev han hotad med tortyr, och bekräftade då sin hustrus vittnesmål. Han bekräftade hennes berättelse nästan ord för ord; han uppgav dock att blodet tagits från hans högra inte vänstra långfinger, och att hans tjänsteande var en brun kalv som hette Per Häckento. Han beskrev satans små spelmän som små grå gossar på häxsabbaten, och angav Malin Ruths och Per Mattsson (som redan var fängslade); när han hotades med tortyr angav han även Jöns i Vräland den äldre, Börta Per Holländars änka, Börta Cornelis, Catharina Bengts i Marstrand, vilket snabbt bekräftades av Elin.

### Dom och avrättning
Elin och Iver dömdes båda att halshuggas och brännas för "sådan största synd och vederstygglighet efter Guds och världslig lag" 15 februari 1671; deras brott ansågs så allvarliga att de normalt skulle ha dömts till att brännas levande som särskilt allvarliga fall, men på grund av kungens uttalande 14 februari om att ingen skulle brännas levande, dömdes de till att halshuggas först. Själva avrättningen uppsköts för att de skulle konfronteras med de personer de angett. 
Rannsakningen av de personer Elin och Iver hade angett ägde rum i Uddevalla, dit även Elin och Iver fördes för att konfronteras med, och vittna mot, de personer de angett. 
En av dem var Elins faster eller moster, Karin Joens eller Karin Jons. Karin Joens konfronterades med Elin och sade: "Gud nåde dig, så du ljuger på mig". Karin bekände ingenting, men frågade rätten vad de ville att hon skulle säga "så de kunde vara nöjda". 
Elin angav även Pedher Mathsson i Mollösund och Börtha Cornelius, som dömdes till döden, och Catharina Bengts, Ingrid Jon Håkanssons, och Börta Peter Holländers, som liksom Karin Joens frikändes. 
Elin angav även Malin Börjesdotter, modern till kyrkoherde M. Friedrich Nielson Bagge och Johan Nilsen Bagge, vars söner ingrep till hennes förmån (den anklagelsen avvisades).  
Elin beskrivs vara i dålig kondition i fängelset under vintern 1670-1671; då hon ombads vittna mot Ingrid Jon Håkanssons, ska hon ha uppträtt förvirrat och haft svårt att skilja den ena anklagade personen från den andra, trots att hon var ung och frisk när hon först sattes i fängelset.
I juni 1671 sammanträdde den tredje bohuslänska trolldomskommission i Kungälv.
Målen mot de personer som tidigare förhörts med anledning av Elin och Ivers utpekanden återupptogs i Kungälv sommaren 1671. Det var också nu avrättningen av Elin och Iver skulle äga rum. 
Sommaren 1671 meddelade trolldomskommissionen att Elins och Ivers tillstånd i fängelset var så dåligt, att man måste "Skynda med dem till exekutionen" för att de inte skulle avlida före avrättningen. 
Inför avrättningen återtog både Elin och Iver sina bekännelser före sin avrättning. Iver förklarade att man hade tvingat ur honom hans bekännelse och att han bara erkänt av hänsyn till sin fru.
Elin sade att hon ångrade att hon ljugit om både sig själv och andra, och frågade prästerna "om hon därför kunde bliva salig". 
De avrättades båda 22 juni 1671. 
Gården Staxäng har på senare tid bebotts av Ernst Staxäng som var en svensk högerpolitiker under mitten av 1900-talet.